# Grewia papuana
Grewia papuana är en malvaväxtart som beskrevs av Karl Ewald Maximilian Burret. Grewia papuana ingår i släktet Grewia och familjen malvaväxter. Inga underarter finns listade i Catalogue of Life.